# 彭特蘭 (加利福尼亞州)
彭特蘭（英語：Pentland）是位於美國加利福尼亞州克恩縣的一個非建制地區。該地的面積和人口皆未知。

## 地理
彭特蘭的座標為35°03′36″N 119°21′23″W / 35.06000°N 119.35639°W，而該地的平均海拔高度為197米（即646英尺）。